# ليفكاذا (مدينة)
لُقاطة أو لِفكاذة أو ليفكاذا: (باليونانية: Λευκάδα)، (بالإنجليزية:Lefkada)، أيضاً ليفكاس، مدينة يونانية تقع في غرب البلاد ضمن منطقة الجزر الأيونية الإدارية، وهي مركز مقاطعة ليفكاذا إحدى مقاطعات هذه المنطقة الإدارية.

## الموقع والسكان
تقع المدينة في الجزء الشمالي الشرقي لجزيرة تحمل نفس الاسم على ساحل البحر الأيوني، حيث تبعد مسافة 1.5 كيلومتر فقط عن الأرض اليونانية وتتصل بها عبر جسر متحرك وطريق مردومة معبدة عبر البحر.
يبلغ عدد سكانها حوالي 12 ألف نسمة، وهي تعتبر قاعدة جزيرة ليفكاذا وأكبر بلدة فيها.
يعود اسم المدينة إلى اسم الجزيرة والذي يرجع إلى الصخور البيضاء التي تدعى (ليفكوس) (Leukos) باللغة اليونانية والتي تميز الجزء الجنوبي من الجزيرة.

## التاريخ
بنيت المدينة في القرن السابع قبل الميلاد على يد الكورنثيين الذين كانوا قد استعمروا الجزيرة في ذلك الوقت، ويعتقد أنهم كانوا قد حفروا خندقاً فصلوا به الجزيرة عن اليابسة اليونانية. يذكر التاريخ أن المدينة شاركت مع باقي المدن الإغريقية في حربها ضد الفرس حيث أرسلت عام 480 ق.م. ثلاث سفن للمشاركة في معركة سالامينا الشهيرة، وأيضاً أرسلت 800 مقاتل لمقاتلة الفرس في معركة بلاتايا.
سيطر عليها فيليب الثاني المقدوني عام 343 ق.م. ثم الرومان عام 198 ق.م.
خلال القرون الوسطى أصبحت جزءاً من مقاطعة أخايا البيزنطية، وتراجعت أهميتها لنظراً لتعرضها بين الحين والأخر لغزوات القراصنة. سيطر عليها الفرنجة عام 1204 م. ومن ثم الصقليون.
استولى العثمانيون منذ عام 1479 حتى عام 1684 عندما أخرجهم منها الفينيسيون، عندها شهدت المدينة ازدهاراً كبيراً بسبب التجارة والنقل البحري، خضعت المدينة للنفوذ الفرنسي عندما سقطت البندقية بيد نابليون بونابرت عام 1797 م. أصبح هناك تنافس فرنسي-إنكليزي في السنين اللاحقة على كل الجزر الأيونية حسم لمصلحة الإنكليز عام 1815م. الذين شهدت المدينة تحت حكمهم نمواً سريعاً فمدت إليها المياه وطور الميناء واعتبرت اللغة اليونانية لغة رسمية. استمر هذا الأمر حتى العام 1864م. عندما انضمت المدينة مع باقي الجزر الأيونية إلى الدولة اليونانية الحديثة.

## المعالم الأساسية
تدمرت أغلب معالم المدينة الأصلية بعد زلزالي عام 1948 و 1953 ولكنه تم ترميم أغلب هذه المعالم واعادتها إلى حالتها الأولية لاحقاً، وأهم ما تشتهر به المدينة هو بيوتها ذات الألوان المتعددة والنمط المعماري الفينيسي وأزقتها الضيقة الممتدة حول المرفأ الطبيعي، ومن المعالم الأخرى:
- حصن أغيا مافرا (Agia Maura): بناه الفرنجة عام 1300 ليكون مركزاً لإدارة الجزيرة ولحمايتها من غزوات القراصنة.
- كنائس المدينة: وأهمها كنيسة أغيوس (القديس) سبيريدون (Agios Spyridon) والتي تعود للقرن السابع عشر، كنيسة القديس نيكولاوس (Agios Nikolaos) وتعود للقرن الثامن عشر، دير باناغيّا فانيروميني (Panagia Faneromeni)، جميع هذه الكنائس تحتوي على أعمال فنية تعود للمدرسة الأيونية للرسم.
- متحف ليفكاذا الأركيولوجي، متحف الغراموفون، ومتحف الفنون والتقاليد الشعبية.

## متفرقات
- تعتبر من المدن التي تشهد نمواً متسارعاً نظراً للنشاط السياحي الكبير.
- أهم نادي كرة قدم في المدينة هو تيليكراتيس.
- توجد في المدينة بعض أقسام المعهد التقني العالي للجزر الأيونية.
- ولد في المدينة الأديب وعالم اليابانيات ليفكاذيوس هيرن، والذي أصبح يعرف ياسمه الياباني ياكومو كوئيزومي (Yakumo Koizumi) بعد حيازته على الجنسية اليايانية.